# Aeroportul Altoona–Blair County
Aeroportul Altoona–Blair County (IATA: AOO, ICAO: KAOO, FAA LID: AOO) este un aeroport din Martinsburg⁠(d), Comitatul Blair, Pennsylvania, Pennsylvania, Statele Unite ale Americii ce deservește zona Altoona⁠(d). Aeroportul a fost tranzitat în 2019 de 7.312 pasageri. A fost numit după zona deservită.
Situat la o altitudine de 458 m, aeroportul dispune de 2 piste.

## Infrastructură

### Piste
Aeroportul dispune de 2 piste. Pista 03/21 are suprafața de asfalt și dimensiunile 5.465 picioare × 100 picioare. Pista 12/30 are suprafața de asfalt și dimensiunile 3.668 picioare × 75 picioare. 